# Sergueï Obroutchev
Sergueï Obroutchev (né le 3 février 1891 (15 février dans le calendrier grégorien) à Irkoutsk ; † 29 août 1965 à Leningrad) est un géologue soviétique,, et l'un des principaux explorateurs de la Sibérie.

## Biographie
Ses parents étaient le géologue Vladimir Obroutchev et Elisabeth Isaacovna née Lourié († 1933). Obroutchev et ses frères Vladimir et Dimitri étaient passionnés de géologie. Lui-même prit part à l'expédition de son père dans le désert de Dzoungarie en 1905.
Après des études secondaires à l'école professionnelle de Tomsk, Obroutchev s'inscrivit à l'université impériale de Moscou (MGU) en faculté de physique-mathématiques, dont il sortit diplômé en 1915. Dès 1912, il avait lui-même dirigé une expedition topographique et géologique pour cartographier les environs de Bordjomi. Il enseigna dans l'attente d'obtenir une chaire, fut nommé au musée de géologie de l'université en 1916. La même année, il obtenait le poste de géologue-adjoint à l'Institut Lithogæa de pétrographie, que le mécène Vassili Archinov avait fondé en 1905 pour répondre aux ambitions scientifiques de son fils. En 1917, il mena une expédition le long du cours moyen de l'Angara.
Après la révolution d'Octobre, Obroutchev siégea (jusqu'en 1929) dans la Commission géologique du Conseil suprême de l'économie nationale. En 1919, il devint membre de la Société des naturalistes de Moscou. Il mena des prospections géologiques à travers le bassin de l'Iénisseï et décrivit le bassin houiller de Toungouska. En 1922, il dirigea l’expédition océanographique au Spitzberg et en Nouvelle-Zemble. De 1926 à 1935, il explora les vallées pratiquement inconnues de l'Indiguirka et de la Kolyma, y découvrit des filons d'or. Il poussa ensuite jusqu'à la péninsule Tchouktche. Il a dégagé les grandes lignes du système orographique, géomorphologique et tectonique du Nord-est asiatique. Au cours de la remontée de l'Indiguirka, en 1926, il propose de regrouper les massifs de l'Indigirka et de la moyenne Kolyma comme la chaîne des monts Tcherski. Il soupçonne dans le plateau d'Oïmiakon un pôle du froid de l'hémisphère nord, ce qui sera confirmé par des enregistrements météorologiques postérieurs. En 1929, il s'engage dans la Commission de Iakoutie de l'Académie des sciences de l'URSS.
En 1932, Obroutchev fut nommé à l'institut pan-Union de l'Arctique. En 1937, il obtint sans devoir soutenir de thèse le doctorat de géologie et rejoint en 1941 l'Institut de Géologie de l'Académie des sciences de Russie. Il explore les Saïan Orientaux, les monts Khamar-Daban, le Nord-est de Touva et d'autres régions de l'URSS, sans délaisser l'enseignement : au cours de l'invasion allemande, il enseigne à l'université d'Irkoutsk. En 1941, il devient membre de la Société russe de géographie et de la Société minéralogique Pan-union.
En 1950, Obroutchev est affecté au laboratoire de géologie du Précambrien de l'Académie des sciences, et en deviendra le directeur en 1963. En 1953, il avait été élu membre correspondant de cette assemblée.
Obroutchev parlait sept langues européennes et avait appris l'Espéranto, assurant par intermittence la fonction de rédacteur en chef de La Ondo de Esperanto. En 1957, il dirigea la section espérantiste de la maison Gorki des savants de Leningrad.

## Distinctions
- Ordre du Drapeau rouge du Travail (1945)
- prix Staline de 1re classe (1946) pour la découverte de gisements d'étain-dans les territoires du Nord-est de l'URSS
- ordre de Lénine (1956)
- Ordre de l'Insigne d'honneur (1963)
- Médailles[1]